# Episodi de I Griffin (tredicesima stagione)
La tredicesima stagione della serie televisiva I Griffin, composta da 18 episodi, è stata trasmessa negli Stati Uniti, da Fox, dal 28 settembre 2014 al 17 maggio 2015.
In Italia, la stagione è stata trasmessa dal 23 dicembre 2015 al 28 febbraio 2016 su Italia 1. Il primo episodio, E alla fine si incontrano, un crossover con la serie animata I Simpson, è stato trasmesso il 23 dicembre 2015, mentre i restanti episodi sono stati trasmessi dal 24 gennaio al 28 febbraio 2016. L'episodio 2000 anni vergine è stato successivamente reso disponibile in streaming da Netflix, doppiato in italiano, il 23 dicembre 2016.
| nº | Codice di produzione | Titolo originale                             | Titolo italiano               | Prima TV USA      | Prima TV Italia  |
| -- | -------------------- | -------------------------------------------- | ----------------------------- | ----------------- | ---------------- |
| 1  | BACX22/BACX23        | The Simpsons Guy                             | E alla fine si incontrano     | 28 settembre 2014 | 23 dicembre 2015 |
| 2  | CACX01               | The Book of Joe                              | Il libro di Joe               | 5 ottobre 2014    | 24 gennaio 2016  |
| 3  | BACX20               | Baking Bad                                   | Effetti collaterali           | 19 ottobre 2014   | 25 gennaio 2016  |
| 4  | BACX21               | Brian the Closer                             | Brian il professionista       | 9 novembre 2014   | 25 gennaio 2016  |
| 5  | CACX02               | Turkey Guys                                  | Questione di tacchino         | 16 novembre 2014  | 31 gennaio 2016  |
| 6  | CACX03               | The 2000-Year-Old Virgin                     | 2000 anni vergine             | 7 dicembre 2014   | 23 dicembre 2016 |
| 7  | CACX04               | Stewie, Chris, & Brian's Excellent Adventure | I viaggiatori del tempo       | 4 gennaio 2015    | 1º febbraio 2016 |
| 8  | CACX05               | Our Idiot Brian                              | Quell'idiota del nostro Brian | 11 gennaio 2015   | 1º febbraio 2016 |
| 9  | CACX06               | This Little Piggy                            | Questo piccolo maialino       | 25 gennaio 2015   | 7 febbraio 2016  |
| 10 | CACX07               | Quagmire's Mom                               | La mamma di Quagmire          | 8 febbraio 2015   | 8 febbraio 2016  |
| 11 | CACX08               | Encyclopedia Griffin                         | Enciclopedia Griffin          | 15 febbraio 2015  | 8 febbraio 2016  |
| 12 | CACX09               | Stewie is Enceinte                           | Stewie è incinto              | 8 marzo 2015      | 14 febbraio 2016 |
| 13 | CACX10               | Dr. C and the Women                          | Il dottor C e le donne        | 15 marzo 2015     | 15 febbraio 2016 |
| 14 | CACX11               | #JOLO                                        | Gita alle cascate             | 12 aprile 2015    | 15 febbraio 2016 |
| 15 | CACX12               | Once Bitten                                  | Morso già una volta           | 19 aprile 2015    | 21 febbraio 2016 |
| 16 | CACX13               | Roasted Guy                                  | L'uomo del momento            | 26 aprile 2015    | 22 febbraio 2016 |
| 17 | CACX15               | Fighting Irish                               | L'irlandese in lotta          | 3 maggio 2015     | 22 febbraio 2016 |
| 18 | CACX14               | Take My Wife                                 | Terapia di coppia             | 17 maggio 2015    | 28 febbraio 2016 |

## E alla fine si incontrano
- Sceneggiatura: Patrick Meighan
- Regia: Peter Shin
- Messa in onda originale: 28 settembre 2014
- Messa in onda italiana: 23 dicembre 2015

In questo speciale crossover con I Simpson di 45 minuti, le due famiglie americane più amate degli ultimi 20 anni finalmente s'incontrano (pur essendosi già incontrati in svariate gag di episodi precedenti): fra varie gag, citazioni e altro i fans si troveranno di fronte ad uno Stewie che idolatra Bart (che non è molto contento della situazione), una Meg sempre più insicura aiutata da una Lisa 'psicologa', un Peter che sembra aver trovato la sua mimesi perfetta in Homer ed infine Marge, Lois, Chris e Brian che fanno da "contorno". Ma qualcosa non andrà fra Peter e Homer.
- Frase alla lavagna (scritta da Stewie che frigna alla fine dell'episodio): Non penserò mai più a Bart
- Guest star: Dan Castellaneta (Homer Simpson, Piccolo aiutante di Babbo Natale, Abraham Simpson, Barney Gumble, Krusty il Clown, Jeremy Freedman, Hans Uomo Talpa, Kodos, Joe Quimby, avvocato dai capelli blu), Julie Kavner (Marge Simpson, Patty e Selma Bouvier), Nancy Cartwright (Bart Simpson, Maggie Simpson, Nelson Muntz, Ralph Winchester, Todd Flanders), Yeardley Smith (Lisa Simpson), Hank Azaria (Boe Szyslak, Apu Nahasapeemapetilon, Carl Carlson, Clancy Winchester, Uomo dei fumetti, Lou, Dr. Nick Riviera), H. Jon Benjamin (Bob Belcher), Jeff Bergman (Fred Flintstone), Julie Bowen (Claire Dunphy), James Woods (se stesso).

## Il libro di Joe
- Sceneggiatura: Mike Desilets
- Regia: Mike Kim
- Messa in onda originale: 5 ottobre 2014
- Messa in onda italiana: 24 gennaio 2016

Peter aiuta Joe a realizzare il suo sogno di pubblicare il suo primo libro, per poi farlo diventare uno scrittore. Peter però si prende tutto il merito e a Joe la cosa non piace. Alla fine Peter, intento a realizzare un sequel del libro di Joe (ovvero Lo scoiattolo speranzoso), rovina tutto a tal punto che Peter e Joe litigano, ma alla fine fanno pace.

## Effetti collaterali
- Sceneggiatura: Mark Hentemann
- Regia: Jerry Langford
- Messa in onda originale: 19 ottobre 2014
- Messa in onda italiana: 24 gennaio 2016

Peter e Lois decidono di aprire un negozio di biscotti. Per cercare di ottenere dei clienti, Peter assume delle spogliarelliste, ma a Lois non va giù, e infine decidono di ridare indietro il negozio alla banca che li aveva finanziati. Nel frattempo Stewie si ubriaca perché Brian per farlo addormentare gli fa bere un goccio d'alcol, ma poi riesce a disintossicarlo.

## Brian il professionista
- Sceneggiatura: Steve Marmel
- Regia: John Holmquist
- Messa in onda originale: 9 novembre 2014
- Messa in onda italiana: 24 gennaio 2016

Brian ha un incidente e si rompe tutti i denti. Una volta operato, ne esce con una dentatura smagliante e perfetta. Dopo essere stato notato da un agente immobiliare, Brian accetta l'incarico di agente immobiliare, ma si mette nei guai con Quagmire quando gli fa comprare una topaia facendogli credere che fosse un lussuoso loft.

## Questione di tacchino
- Sceneggiatura: Cherry Chevapravatdumrong
- Regia: Julius Wu
- Messa in onda originale: 16 novembre 2014
- Messa in onda italiana: 31 gennaio 2016

Lois scopre che Peter si è mangiato tutto il tacchino per il Ringraziamento la sera prima e lo manda fuori assieme a Brian per comprarne un altro. Nel frattempo Stewie, approfittando dell'assenza di Peter, decide di dare il ruolo di capofamiglia a Chris.

## 2000 anni vergine
- Sceneggiatura: Ted Jessup
- Regia: Joseph Lee
- Messa in onda originale: 7 dicembre 2014
- Messa in onda italiana: 23 dicembre 2016 (Netflix)

Dopo essere venuto a conoscenza del fatto che Gesù non ha mai avuto un rapporto sessuale, Peter, con l'aiuto dei suoi amici, decide di fargli perdere la verginità a Natale.

## I viaggiatori del tempo
- Sceneggiatura: Alex Carter
- Regia: Joe Vaux
- Messa in onda originale: 4 gennaio 2015
- Messa in onda italiana: 31 gennaio 2016

Stewie e Brian decidono di aiutare Chris per un compito di storia. Utilizzano così la macchina del tempo per aiutare Chris nella sua ricerca. Dopo una serie di viaggi, arrivati a Londra nel 1912, Chris rivela di essersi divertito abbastanza anziché studiare. Stewie lo umilia e Chris, sentitosi offeso, si perde nella città. Alla fine  Brian e Stewie lo trovano a bordo del Titanic e tentano in qualche modo di salvarlo prima del naufragio.

## Quell'idiota del nostro Brian
- Sceneggiatura: Aaron Lee
- Regia: John Holmquist
- Messa in onda originale: 11 gennaio 2015
- Messa in onda italiana: 31 gennaio 2016

Brian decide di aiutare Meg per un test e la sostituisce a scuola. Quando arrivano i risultati scopre di aver ottenuto un voto basso e si convince di non essere tanto intelligente come pensa, così Peter decide di convincerlo a credere che non essere tanto intelligenti può essere utile.

## Questo piccolo maialino
- Sceneggiatura: Kristin Long
- Regia: Brian Iles
- Messa in onda originale: 25 gennaio 2015
- Messa in onda italiana: 7 febbraio 2016

Meg incontra un ragazzo che vuole spingerla a firmare un contratto che le permetterà di diventare una modella. Meg decide di firmare il contratto ed entra così nel mondo della moda, salvo poi accorgersi di essere diventata una modella feticista. Nel frattempo, Stewie partecipa ad una festa dopo la scuola insieme a Brian, per iniziare a vivere la vita per davvero, anziché continuare a comportarsi come un neonato.

## La mamma di Quagmire
- Sceneggiatura: Tom Devanney
- Regia: Greg Colton
- Messa in onda originale: 8 febbraio 2015
- Messa in onda italiana: 7 febbraio 2016

Joe arresta Quagmire per aver fatto sesso con una ragazza che non gli aveva detto di essere minorenne sotto i 16 anni. A seguito di ciò viene tenuto a bada da sua madre, Crystal, che è una cristiana rinata. Nel frattempo Peter, dopo aver scoperto che il suo vero nome è Justin, decide di cambiare anche personalità.

## Enciclopedia Griffin
- Sceneggiatura: Lew Morton
- Regia: Jerry Langford
- Messa in onda originale: 15 febbraio 2015
- Messa in onda italiana: 7 febbraio 2016

Dopo aver scoperto che Chris inizia a rubare, Peter, assieme a Cleveland, Quagmire e Joe, decide di spiarlo per chiarire subito la faccenda, per poi scoprire che Chris dimostra dei chiari segni di solitudine, mostrando di avere un bizzarro rapporto con un manichino vestito da donna.

## Stewie è incinto
- Sceneggiatura: Gary Janetti
- Regia: Steve Robertson
- Messa in onda originale: 8 marzo 2015
- Messa in onda italiana: 14 febbraio 2016

Stewie, stufo del fatto che Brian non passi tempo con lui, crea una macchina che lo ingravida, in modo da poter avere un bambino e per farselo riavvicinare. Nel frattempo Peter, Cleveland, Quagmire e Joe cercano di creare un video divertente e di pubblicarlo su Internet.

## Il dottor C e le donne
- Sceneggiatura: Travis Bowe
- Regia: Mike Kim
- Messa in onda originale: 15 marzo 2015
- Messa in onda italiana: 14 febbraio 2016

Dopo essere stata assunta all'aeroporto, Meg viene ammirata da tutto lo staff per il suo fascino, compreso il suo superiore Larry, il quale è già fidanzato con Marla, una collega di Meg. Marla è gelosa del rapporto di Meg con Larry e decide di incastrarla per farla licenziare. Nel frattempo Cleveland lavora come terapeuta e dà consigli a Peter e Lois sul loro rapporto.

## Gita alle cascate
- Sceneggiatura: Artie Johann e Shawn Ries
- Regia: Julius Wu
- Messa in onda originale: 12 aprile 2015
- Messa in onda italiana: 14 febbraio 2016

Peter viene elogiato come eroe della città dopo aver salvato un bambino scomparso da giorni. Joe capisce così di non essere mai stato elogiato per tutto il suo lavoro da poliziotto, e decide di partire con Peter, Cleveland e Quagmire per le cascate del Niagara con il solo scopo di togliersi la vita.

## Morso già una volta
- Sceneggiatura: Anthony Blasucci
- Regia: Joseph Lee
- Messa in onda originale: 19 aprile 2015
- Messa in onda italiana: 21 febbraio 2016

Dopo che Brian ha morso Peter in una maniera aggressiva, Lois decide di mandarlo ad una scuola di obbedienza. Una volta ritornato dalla scuola, Brian si mostra cambiato, assumendo un carattere gentile e meno aggressivo. Nel frattempo, Chris stringe un rapporto d'amicizia con Neil Goldman, salvo poi accorgersi che quest'ultimo lo sta usando per avvicinarsi a Meg.

## L'uomo del momento
- Sceneggiatura: Andrew Goldberg
- Regia: Joe Vaux
- Messa in onda originale: 26 aprile 2015
- Messa in onda italiana: 21 febbraio 2016

Dopo aver guardato uno show chiamato L'uomo del momento, Peter decide di riunire tutti i cittadini di Quahog per ricreare quello show in cui tutti possono ridere e scherzare, insultando Peter. Ma una volta arrivati ad un certo limite, Peter si sente offeso di tutte le frasi che lo hanno ferito e decide di andarsene. Qualche giorno dopo, Peter comincia a fare amicizia con tre donne che spettegolano e ridono alle spalle di Lois. Peter per adeguarsi le asseconda, ma preso dal senso di colpa confessa tutto a Lois la quale gli dice che le donne sono fatte così e che anche Peter stesso è spesso preso in giro da loro. Peter inizialmente non le crede, ma quando sentirà le prese in giro delle sue amiche con le sue orecchie capirà che i suoi amici non erano così cattivi e decide di perdonarli, vendicandosi con Lois del trio pettegolo.

## L'irlandese in lotta
- Sceneggiatura: Jaydi Samuels
- Regia: Brian Iles
- Messa in onda originale: 3 maggio 2015
- Messa in onda italiana: 21 febbraio 2016

Peter vuole dimostrare ai suoi amici di essere così tanto forte da poter battere con facilità Liam Neeson e decide di andare da lui per scontrarsi, ma una volta iniziato lo scontro, il famoso attore sembra avere la meglio su Peter.

## Terapia di coppia
- Sceneggiatura: Kevin Biggins
- Regia: John Holmquist
- Messa in onda originale: 17 maggio 2015
- Messa in onda italiana: 28 febbraio 2016

Bonnie, Lois e Donna fanno credere ai loro mariti di fare un viaggio ma li portano a un corso per rafforzare il loro rapporto. Così Lois lascia Meg, Stewie e Chris con suo padre, che gli fa vedere come ci si divertiva ai suoi tempi.